# Belle Starr (Lucky Luke)
Pour l’article homonyme, voir Belle Starr.
 (mars 2023).
Si vous disposez d'ouvrages ou d'articles de référence ou si vous connaissez des sites web de qualité traitant du thème abordé ici, merci de compléter l'article en donnant les références utiles à sa vérifiabilité et en les liant à la section « Notes et références ».
Belle Starr est la cent-sixième histoire de la série Lucky Luke par Morris et Xavier Fauche. Elle est publiée pour la première fois en album en 1995 n° 34.

## Résumé
Belle Starr, généreuse paroissienne de Fort Smith, paie la caution de tous les bandits de la ville pour les faire libérer. À la suite du vol de quarante chevaux, Lucky Luke va découvrir les pratiques douteuses de la dame et tenter de se faire arrêter et juger pour pouvoir infiltrer la bande.

## Scénario
L'histoire se déroule à Fort Smith. Le scénario fait apparaître les personnages historiques de Belle Starr, hors-la-loi américaine, du juge William Story (en), du juge Isaac Parker et du bourreau George Maledon (en). Une référence est faite (planche 24) à l'album La mine d'or de Dick Digger, lorsque Joe Dalton rappelle que Lucky Luke « n'a plus jamais descendu personne depuis le Sosie de Lucky Luke il y a plus de quarante-cinq ans ».

## Cases identiques
De nombreuses cases de cet album sont identiques.

## Source
- www.bedetheque.com, « Lucky Luke » (consulté le 16 août 2008)
- www.lucky-luke.com, « Lucky Luke » (consulté le 16 août 2008)